# تبلور تجزيئي (جيولوجيا)

يبين المخطط تسلسل التبلور التجزيئي في الصهارة. فأثناء التبريد يتحول تركيب الصهارة بسبب تبلور العديد من المركبات المعدنية ضمن الصهارة المرحلة 1 أوليفين 2 بلورات الأولفين مع بيروكسين 3 بلورات بيروكسين مع بلاغيوكلاس 4 تتموضع بلورات البلاغيوكلاس أسفل الصهار ويتشكل تجميع صخري

التبلور التجزيئي هو أحد أهم العمليات الجيوكيميائية والفيزيائية ضمن القشرة الأرضية ودثارها. وتقوم عملية التبلور الجزئي بإزالة وعزل الرواسب المعدني من الصهارة. يعتبر التبلور التجزيئي عملية معقدة في السيليكات المنصهرة مقارنة بالتبلور في الأنظمة الكيميائية، لأن التغير بالضغط والتركيب سيؤدي إلى تغيرات كبيرة في تطور الصهارة. كما أن فقدان الماء و ثاني أكسيد الكربون والهيدروجين والأكسجين خلال تغيرات كامل التركييب يجب أن يأخذ بعين الاعتبار.